# Generické maskulinum
Generické maskulinum (z latinského genus „rod, druh“ a masculus „samec“) je jazykový jev, při kterém se mužský rod používá jako neutrální pro označení skupin zahrnující vícero pohlaví. Například gramaticky mužské osobní nebo profesní výrazy, od nichž lze často odvodit i ženský tvar, se používají obecně (tj. zobecňujícím způsobem) pro osoby, jejichž biologické pohlaví je buď neznámé, nerelevantní, nebo (v množném čísle) mužské, ženské či smíšené. Tento jev je předmětem diskusí o genderové neutralitě a rovnosti v jazyce, protože může být vnímán jako upřednostňování mužského rodu.
Například Jana Valdrová se kriticky vyjadřovala k používání generického maskulina. Tvrdila, že generické maskulinum neplní svou funkci jako neutrální označení pro obě pohlaví, ale spíše marginalizuje ženy a činí je neviditelnými. Rovněž upozorňovala, že jazyk reprodukuje genderovou diskriminaci a generické maskulinum posiluje mužskou dominanci ve společnosti. Navrhovala hledání alternativ k tomuto jevu a zdůrazňovala důležitost genderově vyváženého jazyka.

## Historie
Ve starověkých a středověkých společnostech, kde byly sociální role striktně rozděleny podle pohlaví, se mužský rod používal především k označení mužů. Jazyk odrážel společenskou strukturu, kde muži často zastávali veřejné a politické role. S průmyslovou revolucí a změnami v sociální struktuře se ženy začaly více zapojovat do veřejného života. To vedlo k potřebě jazykově vyjádřit smíšené skupiny lidí. V roce 1850 britský parlament oficiálně schválil používání mužského rodu jako generického pro právní účely, což mělo vliv na další jazyky. V průběhu 20. století se generické maskulinum stalo standardem v mnoha jazycích. V této době také začaly feministické hnutí a genderové studie zpochybňovat jeho používání jako upřednostňování mužského pohledu.

## Psycholingvistický pohled
Psycholingvisticky orientované badatelky Friederike Braun, Sabine Sczesny a Dagmar Stahlberg se obrátily proti sémantickým výkladům. Tyto autorky se zajímaly především o to, jak testované osoby interpretovaly různé jazykové formy s ohledem na pohlaví osob (obecně užívané maskulina a alternativní formy).
Více než na představitele sémantického pohledu zaměřují empiricky orientované výzkumy svou pozornost také na další možné faktory, které rozhodují o tom, zda recipient generických maskulin myslí pouze na mužské, nebo také na ženské referenty. K neporozumění generickým maskulinům nedochází u všech testovaných osob za všech testovacích podmínek stejně často. Například jinak čtou generická maskulina v kontextech, kde na základě svých znalostí světa očekávají, že se referuje k mužům, a jinak v kontextech, kde očekávají, že se referuje k ženám.
Významným zjištěním empirického výzkumu je, že ačkoli čtenáři často nesprávně interpretují generické maskulinum jako specifické maskulinum, alternativní formulace také nejsou schopny vytvořit rovnováhu mezi ženskými a mužskými referenty. Autoři studií z toho vyvozují, že „nemyšlení spolu“ žen je sice jazykem zvýhodněno, ale nikoli způsobeno. Příčiny stereotypů v genderových rolích podle nich nespočívají v gramatice, ale v daleko hlubších vrstvách poznání, které byly formovány kulturou. Pouhá jazyková politika na systematické společenské diskriminaci žen mnoho nezmění. Kulturní a sociální antropoložka Ingrid Thurnerová (Vídeňská univerzita) v roce 2013 varovala, že „jazyková spravedlnost“ je laciný odváděcí manévr, který muži snadno přijmou, ale na jejich nadřazenosti změní jen velmi málo.